# 呉誼寛
呉 誼寛（オ・イグァン、朝鮮語: 오의관/吳誼寬、1906年 - 没年不詳）は、大韓民国の政治家。第2代韓国国会議員。

## 経歴
京畿道甕津郡（現・仁川広域市甕津郡）出身。水産中学校卒。水産業、精米業に従事したほか、面長や漁業組合連合会の技手を務めた。1950年の第2代総選挙に甕津乙選挙区より無所属で立候補し当選し、国会議員を務めた。国会保社委員在任時は甕津郡の撤収避難民の救護のために尽力した。